# Strophurus horneri
Strophurus horneri — вид геконоподібних ящірок родини диплодактилідів (Diplodactylidae). Ендемік Австралії. Вид названий на честь австралійського зоолога Пола Хорнера.

## Поширення і екологія
Strophurus horneri мешкають на заході і півночі плато Арнемленд на Північній Території. Вони живуть на спінніфексових луках, серед пісковикових валунів і скель.

## Збереження
МСОП класифікує цей вид як вразливий. Strophurus horneri загрожує порушення режиму пожежі.